# Fordonskategori
Fordonskategori är en beteckning av fordonstyp enligt UNECE.

## Kategorier
Informationen är hämtad ur Consolidated Resolution on the Construction of Vehicles (R.E.3), Revision 2.
I vissa fall finns det subklasser av nedanstående kategorier. Se Consolidated Resolution on the Construction of Vehicles (R.E.3) för närmare information.
| §     | Kategori | Beskrivning |
| ----- | -------- | --- |
| 2.1   | L        | Motorfordon med färre än fyra hjul |
| 2.1.1 | L1       | Tvåhjuliga motorfordon med en slagvolym ej över 50 cm³ (eller jämförbart vid annan motortyp) och en designhastighet ej över 50 km/h. |
| 2.1.2 | L2       | Trehjuliga motorfordon med valfri hjulkombination med en slagvolym ej över 50 cm³ (eller jämförbart vid annan motortyp) och en designhastighet ej över 50 km/h.                                                                                    |
| 2.1.3 | L3       | Tvåhjuliga motorfordon med en slagvolym över 50 cm³ (eller jämförbart vid annan motortyp) och en designhastighet över 50 km/h. |
| 2.1.4 | L4       | Trehjuliga motorfordon med asymmetrisk hjulkonfiguration i fordonets längsled med en slagvolym över 50 cm³ (eller jämförbart vid annan motortyp) och en designhastighet över 50 km/h. (Sidvagnsmotorcykel)                                         |
| 2.1.5 | L5       | Trehjuliga motorfordon med symmetrisk hjulkonfiguration i fordonets längsled med en slagvolym över 50 cm³ (eller jämförbart vid annan motortyp) och en designhastighet över 50 km/h.                                                               |
| 2.1.6 | L6       | Motorfordon med fyra hjul vars olastade massa ej överstiger 350 kg (undantaget batterier för eldrivna fordon) vilket har en maximal designhastighet ej över 45km/h och med en slagvolym ej över 50 cm³ eller där motoreffekten ej överstiger 4 kW. |
| 2.1.7 | L7       | Motorfordon med fyra hjul andra än de i kategori L6 som inte väger mer än 400 kg (550 kg för motorfordon avsedda att transportera gods) exkluderat vikt av batterier för eldrivna motorfordon och vars motoreffekt ej överstiger 15 kW.            |
| 2.2   | M        | Motorfordon med minst fyra hjul avsedda för persontransport |
| 2.2.1 | M1       | Motorfordon med maximalt åtta sittplatser utöver förarplats. (Personbil) |
| 2.2.2 | M2       | Motorfordon med mer än åtta sittplatser utöver förarplats och en maximal totalvikt ej över 5 ton. (Buss) |
| 2.2.3 | M3       | Motorfordon med mer än åtta sittplatser utöver förarplats och en maximal totalvikt över 5 ton. (Buss) |
| 2.3   | N        | Motorfordon med minst fyra hjul avsedda för godstransport. |
| 2.3.1 | N1       | Motorfordon avsedda för godstransport med en maximal totalvikt av 3,5 ton. (Lätt lastbil) |
| 2.3.2 | N2       | Motorfordon avsedda för godstransport med en maximal totalvikt över 3,5 ton men ej över 12 ton. (Lastbil) |
| 2.3.3 | N3       | Motorfordon avsedda för godstransport med en maximal totalvikt över 12 ton. (Lastbil) |
| 2.4   | O        | Släpvagnar (inklusive semi-trailer) |
| 2.4.1 | O1       | Släpvagn med totalvikt under 750 kg. |
| 2.4.2 | O2       | Släpvagn med totalvikt över 750 kg men ej över 3,5 ton. |
| 2.4.3 | O3       | Släpvagn med totalvikt över 3,5 ton men ej över 10 ton. |
| 2.4.4 | O4       | Släpvagn med totalvikt över 10 ton. |
| 2.5   |          | Specialfordon |
| 2.5.1 |          | Husbil |
| 2.5.2 |          | Bepansrat fordon |
| 2.5.3 |          | Ambulans |
| 2.5.4 |          | Bårbil |
| 2.6   | T        | Lantbruks och skogsbruksmaskiner |
| 2.7   |          | Motorredskap |
| 2.8   | G        | Terrängfordon |

### Kategorinoter
1. ↑  Ett motorfordon av kategori M, N eller O vilket transporterar passagerare eller gods med speciella behov där specialanpassningar är nödvändiga.
2. ↑  Ett motorfordon av typ M1 specifikt konstruerat för boende.
3. ↑  Motorfordon avsett för skydd av person och/eller gods där fordonet förstärkts med avseende på vapenangrepp med handeldvapen och splitter.
4. ↑  Motorfordon av kategori M avsett för transport av sjuka och skadade med specialutrustning för detta ändamål.
5. ↑  Motorfordon avsett för transport av avlidna med specialutrustning för detta ändamål.
6. ↑  Motorfordon med antingen hjul eller band med minst två axlar vars huvudfunktion är att användas för uppgifter inom jordbruk och skogsbruk med tillhörande maskiner och släpfordon, vanligen kallad traktor. I vissa former kan dessa vara utformade att ta last (t.ex. Skotare samt Skördetröska) och hjälppersonal.
7. ↑  Motorfordon som är utformat för en specifik uppgift som ej avser passagerare eller godstransport. T.ex. traktorgrävare, asfaltsläggare, trädgårdstraktorer, snöslungor, jordfräsar m.m.
8. ↑  Motorfordon av kategori M och N utformade att även kunna ta sig fram i terrängen.
9. ↑  Symbolerna M och N kan kombineras med symbol G. T.ex. kan ett motorfordon kategori N1 som kan brukas i terrängen vara klassificerat N1G.

### Allmänna Noter
1. ↑  Morgan 3-wheeler kan vara i denna kategori.